# Ásatrú
Ne doit pas être confondu avec Religion nordique ancienne ou Odinisme.

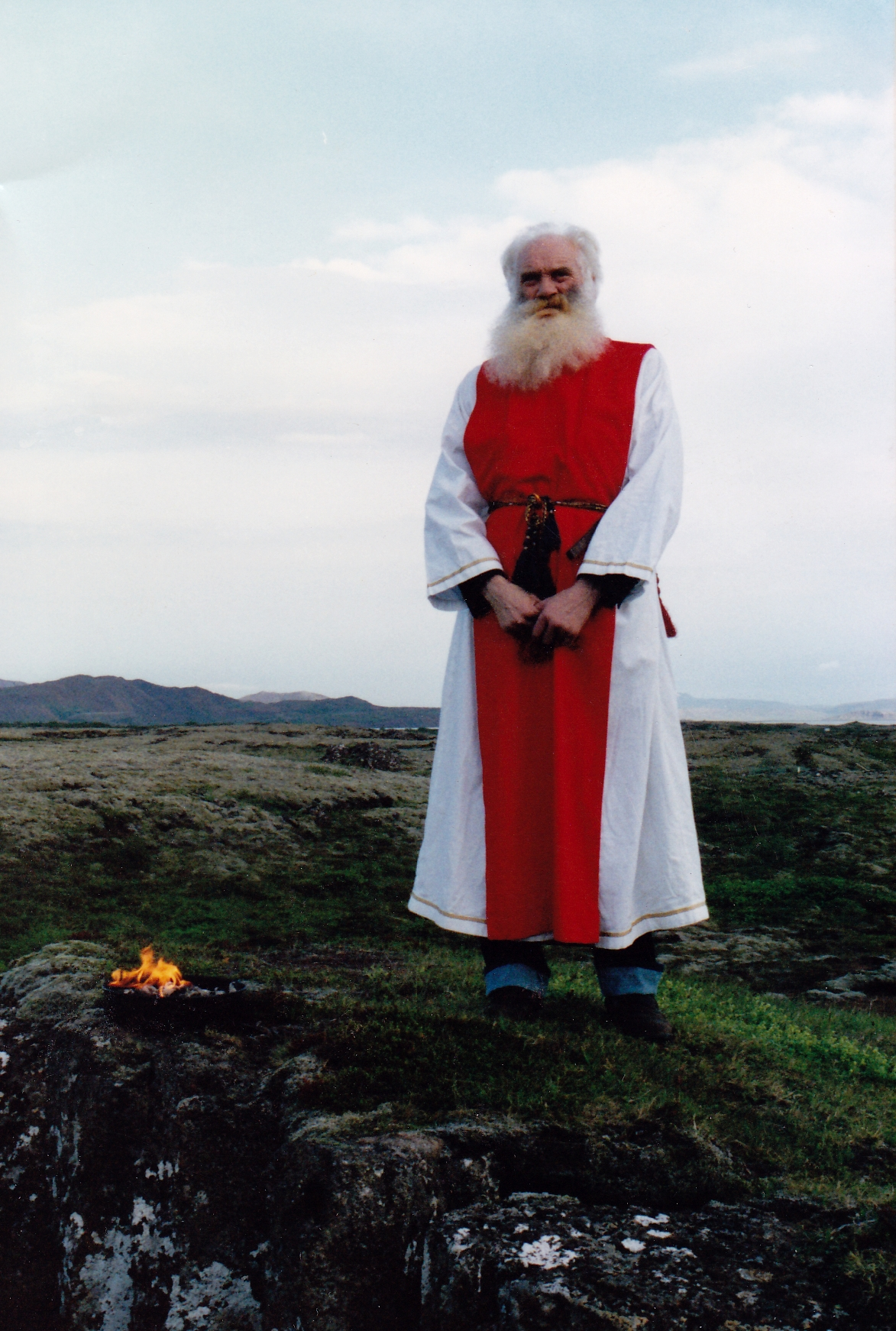
L’Allsherjargoði d’Islande Sveinbjörn Beinteinsson pendant un blót en 1991.

L’Ásatrú est une religion du néopaganisme germanique ou précisément germanique du Nord dit aussi nordique ou scandinave. Elle tire la plupart de ses enseignements des sagas dites les sagas islandaises, dans l'Edda poétique et dans l'Edda de Snorri. Cette religion s'inscrit dans le mouvement reconstructionniste qui vise à faire revivre les religions ethniques polythéistes qui existaient avant l'arrivée des religions  monothéistes.

## Sens du mot
Le mot Ásatrú signifie littéralement « foi ou croyance dans les Ases », en islandais moderne.
Selon le professeur Régis Boyer, le substantif trú proviendrait du vieux haut allemand, mais on retrouve en fait cette racine étymologique dans toutes les langues germaniques. Le mot islandais trú vient du vieux norrois trú, qui a également donné trúgv en féroïen, tro en norvégien bokmål, danois et suédois et qui vient lui-même du proto-germanique *trewwō, qui a donné l'allemand Treue, le français trêve, le gotique 𐍄𐍂𐌹𐌲𐌲𐍅𐌰 (triggwa), le vieil anglais trēow.,,
L'Ásatrú comporte deux familles de divinités : les Ases et les Vanes.
Les pratiquants de l’Ásatrú sont appelés Ásatrúar ou encore Ásatrúiste, qui constitue un pur néologisme, faute de terme plus approprié.
Le mot Ásatrú se traduit dans plusieurs langues : Asentreu (allemand), Anstrêve (français), Asatro (danois), Asatro (suédois), Åsatru (nynorsk).
Le mot "áss" (en vieux norrois) remonterait au gotique ans, renvoyant à l’idée de « poutre » (les représentations des divinités étant sculptées sur des poutres de bois.
Le mot áss a été introduit par les auteurs chrétiens évhéméristes, principalement par Snorri Sturluson, pour affirmer que les dieux dits païens immortels n’étaient en fait que de simples magiciens mortels venus d’Asie, dans le but d’éradiquer les croyances dites païennes (Trojumanna saga, saga des Troyens).
Beaucoup plus anciens que les Ases, les Vanes sont les puissances de la fertilité-fécondité autochtones des pays nordiques. Le culte des Vanes possède une origine matriarcale, car les peuples autochtones de Scandinavie (c’est-à-dire les peuples en place en Scandinavie avant l’arrivée des Indo-Européens) vouaient, croit-on, un culte à la Déesse Mère avant la christianisation.

## Forn Siðr
Les peuples scandinaves ne donnaient pas de nom à leur culte avant l’arrivée du christianisme.
Pour Régis Boyer, à la suite de l’arrivée des missionnaires chrétiens en Scandinavie tels qu’Anschaire de Brême vers 829 et du roi  Harald Ier de Danemark qui réussit à imposer le christianisme dans son pays vers 960, les textes médiévaux de Scandinavie mentionnent le terme "Forn Siðr", expression signifiant « ancienne coutume » ou « ancienne pratique » en vieux norrois, pour désigner la religion originelle de ces peuples, ou religion nordique ancienne.
La Forn Siðr a été presque éradiquée à partir du XIIe siècle à la suite du prétendu incendie du temple de Gamla Uppsala en 1087 et à l’établissement de l'archevêché de Suède en 1164 au même endroit.

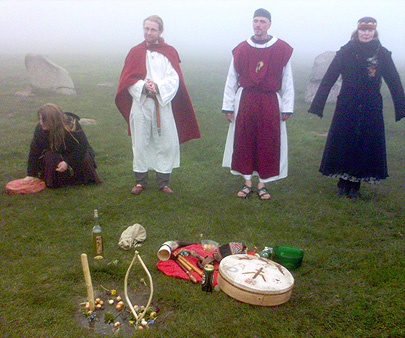
Les trois dirigeants de la Sveriges Asatrosamfund (la Société de l’Ásatrú de Suède) durant une cérémonie printanière exécutée à l’ancien monument Ales Stenar près de Kåseberga à Österlen en Scanie, dans le Sud de la Suède dans le cadre du thing annuel de la Société le 26 avril 2008.

## Depuis leXIXesiècle
Selon l’auteur suédois Hans Gustav Otto Lidman (1910-1976), l’église « en bois debout » de Skaga, située dans le parc national de Tiveden (à environ 140 km à l’Ouest de Stockholm), serait un des derniers lieux de pratique du paganisme nordique. À trois reprises, cette dernière a été détruite, dont en 1826, à la suite de la pression du diocèse de Skaga qui voulut mettre fin à la controverse entourant l’utilisation d’un puits sacrificiel à proximité de l’église en question.
Après avoir eu peu, voire pas, de pratiquants durant des siècles, l’Ásatrú réapparut sous une forme organisée quoique rudimentaire, sous l’impulsion des romantiques tels qu’Erik Gustaf Geijer (1783-1847) et la société littéraire Götiska Förbundet, en Suède.
Le mot Ásatrú a été utilisé pour la première fois dans un opéra inachevé du compositeur norvégien Edvard Grieg en 1870 et dans un article du périodique islandais Fjallkonan en 1885.
Par la suite, des groupes organisés apparurent en Allemagne au début du XXe siècle avec la Germanische Glaubens-Gemeinschaft (c’est-à-dire la communauté de la foi germanique, en haut allemand moderne), une organisation fondée le 3 août 1913 par le peintre, écrivain, poète et professeur universitaire Ludwig Fahrenkrog.
La seconde renaissance de l’Ásatrú débuta à la fin des années soixante et au début des années soixante-dix. En 1973 le gouvernement islandais reconnaît l’Ásatrú comme une religion d’État officielle, principalement grâce aux efforts de Sveinbjörn Beinteinsson. Dans le même temps, aux États-Unis, Stephen McNallen, un officier de l’armée de terre américaine, lança l’édition d’un journal intitulé « The Runestone » et créa The Ásatrú Free Assembly renommée par la suite Ásatrú Folk Assembly.
Le 6 novembre 2003, la Société des Ases et des Vanes au Danemark, fondée en 1997 à Odense obtient du ministère des affaires religieuses le statut de religion reconnue. Elle rassemble des groupes locaux dans plusieurs régions du Danemark et compte autour de 800 fidèles[réf. nécessaire].
De nos jours, on peut trouver des pratiquants de l’Ásatrú à travers le monde entier mais principalement en Scandinavie, en Europe de l’Ouest, aux États-Unis, au Canada en Australie et en Nouvelle-Zélande. Il n’existe en revanche pas d’estimation fiable du nombre exact de fidèles. Selon l’organisation américaine Irminsul aettir, on dénombre officiellement 5 500 Ásatrúar déclarés dans le monde entier. Selon le blogue The Norse Mythology Blog, 16700 personnes se déclarent « heathen » dans le monde en 2013.

## Kindreds
Les Ásatrúar se réunissent souvent en petits groupes nommés en anglais « kindred » signifiant « parenté ». Dans un sens plus large, le mot « hearth » peut aussi être utilisé pour désigner un de ces groupes, ce qui signifie en français, un « foyer » au sens d’une unité composée de personnes vivant dans un même lieu. On comprend tout de suite que le dénominateur commun de ces groupes demeure avant tout la reconnaissance d’un ancêtre commun. L’équivalent celtique pourrait être le clan, un mot gaélique signifiant « enfants ».
Si on se fie aux principaux groupes aux États-Unis et en Scandinavie par exemple, les kindreds constituent en général des organisations démocratiques, inspirées des Thing datant de l’époque des Vikings. Ils sont également en faveur de la liberté d'expression en s’inspirant directement de la Déclaration universelle des droits de l'homme notamment, restant ainsi fidèles aux valeurs véhiculées dans les sagas. Les kindreds ne sont pas gérés par une autorité centrale suprême et aucun dogme ne vient restreindre leur liberté.
Aujourd’hui, les Ásatrúar se rencontrent souvent sur Internet, par l’entremise de forums de discussion, pour organiser des rencontres et des cérémonies (voir blót et Symbel).

## Organisations nationales et internationales

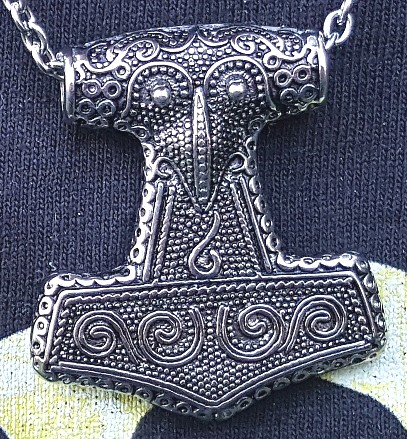
Le marteau, Mjöllnir, fréquemment porté en pendant par les Asatruars, est l’un des symboles majeurs de l'Asatru.

Les Ásatrúar et les kindreds peuvent, s’ils le désirent, faire partie d’organisations à l’échelle nationale ou internationale, principalement retrouvées aux États-Unis et en Europe. Voici des exemples :
- American Vinland Association (basée à San Francisco, en Californie)
- Asatru Alliance (basée dans la ville de Payson, en Arizona)
- Ásatrúarfélagið (basée à Reykjavik, en Islande)
- Åsatrufellesskapet Bifrost (basée à Lysaker, en Norvège)
- Asatru Folk Assembly (basée à Nevada City, en Californie)
- Confederation of Independent Asatru Kindreds (basée à Adamsville, en Alabama)
- Sveriges Asatrosamfund (basée à Stockholm, en Suède)
- The Troth (basée à Berkeley, en Californie)
- Comunidad Odinista de España - Ásatrú (basée en Albacete, Espagne)[16]
- Forn Siðr Blótsfélag Sjánghais (basée en Chine)
- Les Enfants d'Yggdrasil (basée en France)[17]
- Brimir (basée en France) [18]

## Éthique
Aucun code d’éthique ne fait l’unanimité chez les pratiquants. D’autant plus que l’observance d’un code de conduite constitue un concept relativement récent, si on étudie l’histoire de cette religion.

## Croyances

Vegvísir et variantes telles que le Ægishjálmur, le Veiðistafur et le Hólastafur, sont perçus comme des symboles de protection représentant les 9 mondes dans le Yggdrasill.

Voici les neuf piliers fondamentaux compris dans l’Ásatrú, comme établis lors du Freespirit festival de 1994, par Lewis Stead, le rédacteur en chef d’Ásatrú Today, The Journal of Norse Paganism :
- L’étude de l’histoire, de la civilisation et des langues scandinaves dont l’islandais, le danois, le suédois, le féroïen, le nynorsk, le bokmål, le gutnisk et l’övdalsk par exemple, ainsi que le vieux norrois[20]
- La croyance en l’existence des neuf mondes représentés par l’arbre Yggdrasil, soit Ásgarðr, (le monde des Ases), Ljösláfheimr (le monde des Elfes lumineux), Vanaheimr (le monde des Vanes), Jötunheimr (le monde des géants), Miðgarðr (le monde du Milieu, c’est-à-dire la Terre), Muspellsheimr (le monde du feu), Nilfheimr (le monde des brumes), Svartalfheimr (le monde des Elfes sombres), Helheimr (un des royaumes de la mort)
- La croyance en de « nobles vertus » en guise de code d’éthique, pour certains pratiquants
- La croyance en un panthéon majeur propre aux peuples scandinaves (Ases et Vanes)
- La croyance en un panthéon mineur (les elfes dit Alfar, les Valkyries, les Landvættir, etc.)
- Le culte des ancêtres
- Une relation privée avec les divinités Ases et Vanes
- L’étude et l’utilisation des runes (le nombre de runes utilisées peut varier)
- L’utilisation de symboles spécifiquement scandinaves : le marteau de Thor, le valknut, Irminsul, le fylfot, la croix odinique, cœur de Hrungnir, etc.

La grande majorité des Ásatrúar ne voient pas la mythologie nordique comme une vérité littérale, mais comme une vérité métaphorique [réf. nécessaire]. Il n’existe pas de théologie orthodoxe de la religion Ásatrú, bien qu’il existe des variantes. La Nature est adorée, relativement à sa représentation dans le panthéon nordique, mais également révérée dans la pratique. Cependant, l’Ásatrú n’est pas une religion repoussant les innovations techniques.
Les Ásatrúar ne considèrent pas leur religion comme étant issue du néopaganisme au sens usuel, et la majorité des fidèles rejettent cette étiquette. On la considère davantage comme une religion reconstruite. La pratique est basée sur les enregistrements historiques disponibles, leurs interprétations et leur extension. Les rites varient d’un groupe ou d’une communauté à l’autre, mais seulement dans leurs détails.
La comparaison entre l’Ásatrú et d’autres religions est assez délicate et consisterait plutôt à mettre en lumière leurs différences que leurs points communs. Dans la religion Ásatrúar, les Ases ne sont pas des êtres infaillibles ni même immortels et on ne les adore pas avec soumission. Ils sont plus considérés comme des amis dont la sagesse et la puissance peuvent venir en aide à point nommé. De plus, les dieux du Nord ne sortent pas tout en armes de la tête de leur géniteur et ne restent pas immuables devant le passage du temps. Ils sont le produit de leur existence, comme on peut le voir en étudiant la vie de Loki, le géant du feu ou mieux, celle de Freyr, le dieu de la fertilité. Les hommes, créés par Óðinn et ses frères, sont très proches des dieux, par leur comportement et les relations hommes/dieux sont, en quelque sorte, familiales.
Autrefois, il n’était pas rare qu’un Scandinave punisse le dieu qui l’avait trahi en lui retirant (pour un temps) son adoration et ses offrandes. C’est d’ailleurs ce trait de caractère qui rendit l’implantation de la religion chrétienne si délicate dans ces contrées : au moindre revers, Jésus était mis au coin au profit des Ases et des Vanes.
À la différence de la plupart des autres religions, La religion Ásatrúar, depuis son origine, ne comporte aucune liste de comportements à proscrire. La recherche d’un compromis entre la liberté et la responsabilité est en revanche un thème central dans la littérature légendaire, mystique et historique de cette religion, littérature que les membres des associations Ásatrúar sont tenus d’étudier sérieusement. Certains comportements condamnés dans d’autres religions (comme la fierté) sont considérés comme des qualités, à condition qu’ils soient correctement exprimés. Il n’est jamais question de « rédemption », de « sauvegarde », ni même de « perfection » dans l’Ásatrú. La théorie de la vie après la mort est sans doute le reflet de la justice expéditive des temps anciens.
De même, cette religion voit d’un assez mauvais œil le prosélytisme. Pour elle, le croyant doit venir de lui-même.
Bien qu’elle descende d’une culture guerrière, l’Ásatrú n’est pas une religion misogyne : Óðinn fit l’homme et la femme de deux branches distinctes : Askr et Embla. La déesse de l’amour est également une déesse guerrière et dans l’Antiquité nordique, hommes et femmes pouvaient être appelés à se battre (voir par exemple l’article sur les Berserkir). C’est pourquoi hommes et femmes sont considérés à de nombreux égards comme égaux, bien que différents et les femmes ont un rôle important à jouer dans les rites Ásatrúar.
Le culte des dieux nordiques et germaniques est sujet à des variations régionales, dues à l’interprétation subjective des pratiquants les plus influents (goðis). Par exemple, en Islande, beaucoup considèrent l’Ásatrú comme une religion orientée politiquement à gauche, alors qu’une petite partie des pratiquants allemands ou américains sont parfois clairement d’extrême droite. Ces derniers cherchant à justifier leurs idées par une religion qui, à l’origine, n’a rien à voir avec la pensée politique développée par ces individus. Entre autres choses, ces personnes ne réservent l’adhésion à leurs associations qu’aux seules personnes d’origine germanique ou nordique. Dans tous les cas, le pratiquant devra se rapprocher avec prudence des associations religieuses qu’il ne connaît pas.
En France, l’Ásatrú ne tient pas compte de l’origine des individus : chacun peut se réclamer de l’Ásatrú, quelle que soit son origine ethnique, tant qu’il a la foi. D’autres estiment que l’Ásatrú est la religion naturelle des Scandinaves, des Germains et des Anglo-Saxons : il n’y aurait donc aucune raison que d’autres peuples puissent se réclamer de l’Ásatrú.

### Blót

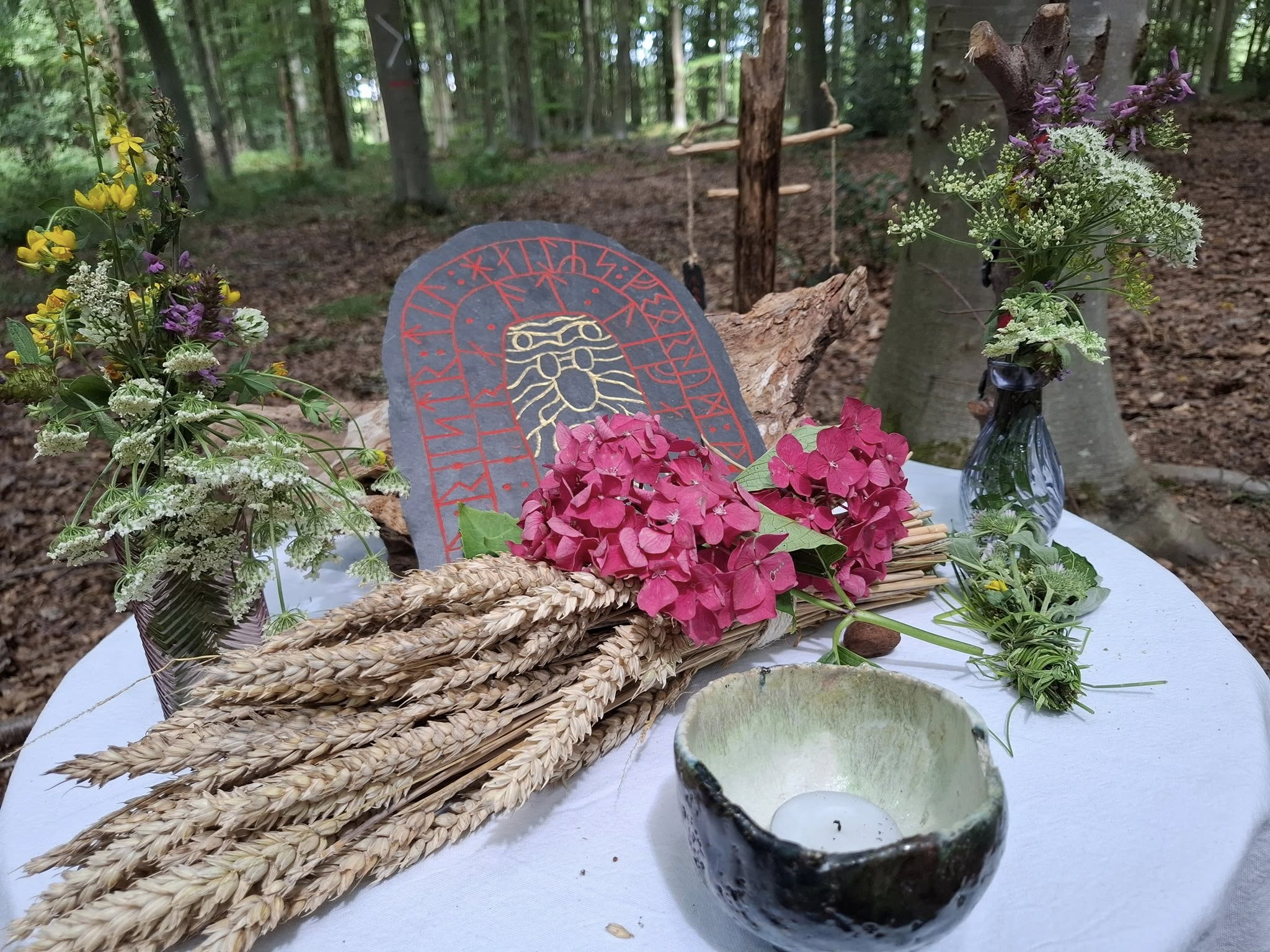
Autel aux ancêtres lors d'une cérémonie de l'association Brimir

Quoique le mot blót renvoie à l’idée de sacrifice, il faut le prendre au sens de « vénération ». Il constitue un rite autrefois pratiqué dans le but de renforcer le pouvoir d’une divinité par l’entremise d’un liquide sacrificiel : bière, hydromel, vin et sang notamment. Ce rituel peut être très formel, mais l’idée sous-jacente ressemble davantage à une invitation d’un membre de la famille à sa table que d’une messe. Nourriture et boissons sont souvent offertes à cette occasion. La plupart seront consommées par les participants et la partie destinée à la divinité sera versée dans un puits sacrificiel nommé blótkelda ou dans une source sacrificielle nommée blótgröf. La boisson traditionnelle à cette occasion est l’hydromel ou la bière.

### Calendrier
Régis Boyer explique sporadiquement que la Scandinavie préchrétienne célébrait plusieurs moments forts de l’année selon le découpage sommaire suivant. Remarquons que ces célébrations revêtaient parfois un caractère religieux, parfois juridique :
- Le 21 mars : le Dísarblót national (à tous les neuf ans)
- Entre le 9 et le 15 avril : Sigrblót (sacrifice pour la victoire)
- Le 15 au 22 mai : SóknarÞing (le règlement des peines)
- Le 22 au 30 mai : SkuldaÞing (le règlement des dettes)
- Le 15 juin au 1er juillet : Midsumarblót – AlÞing
- Le 21 septembre : le LeidÞing - Haustblót - Álfablót
- Le jeudi suivant le 13 octobre : Vetrnætr – Dísarblót local
- Le 21 décembre au 1er janvier : Jól - Jólablót

Aujourd’hui, les Ásatrúar semblent davantage s’inspirer des calendriers wiccans ou néo-druidiques. La très forte connotation celtique de certains mots utilisés pour désigner ces fêtes trahissent un manque de rigueur au niveau ethnolinguistique. Certains pratiquants soutiennent le fait que l’on devrait s’inspirer davantage des noms traditionnels comme ceux décrits ci-haut par Régis Boyer, avec la graphie savante en vieux norrois. Quoi qu'il en soit, le calendrier suivant est largement accepté par une bonne majorité des Ásatrúar dans le monde :
- Le 21 décembre : le solstice d'hiver / Yule
- Le 1er février : Imbolc
- Le 21 mars : l’équinoxe de printemps / Ostara
- Le 1er mai : Beltane
- Le 21 juin : le solstice d'été / Litha
- Le 1er août : Lughnasadh
- Le 21 septembre : l’équinoxe d'automne
- Le 1er novembre : Samhain

### Symbel ou sumbl

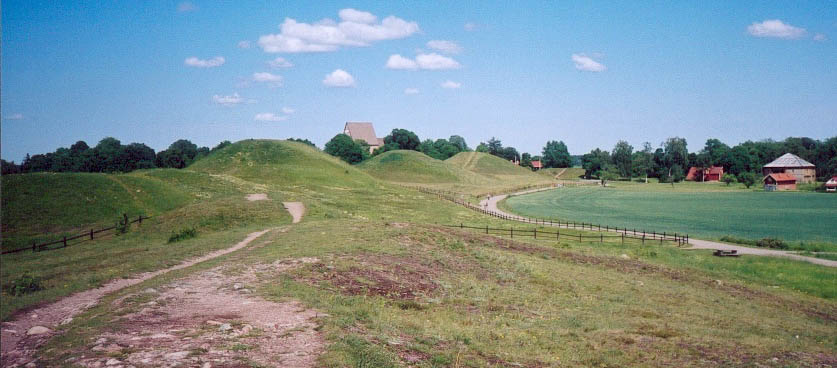
Gamla Uppsala : selon Adam de Brême, le vieil Upsal était le centre du paganisme des Suédois et à cet endroit se serait trouvé un temple païen où les rois sacrifiaient aux divinités nordiques.

Le symbel (en vieil anglais) ou sumbl (en vieux norrois) est un rite d’inspiration traditionnelle autrefois nommé drekka mini (« boire à la mémoire de ») dans lequel une boisson est passée d’une personne à l’autre d’une assemblée réunie en cercle.
Les libations rituelles faisaient partie de toutes les festivités du monde scandinave Selon un rituel précis, on consomme cette bière spécialement brassée. Dans la saga d'Egill, fils de Grímr le Chauve, on spécifie que la boisson la plus prisée reste le mungát, une bière forte à laquelle on a ajouté du miel. Cette même saga mentionne qu’on doit faire circuler dans la salle une corne à boire en prenant chacun une gorgée. Cette opération se nomme sveitardrykkja, c’est-à-dire une gorgée à tour de rôle. On s’assoit souvent deux par deux selon un tirage au sort, puisqu’on faisait confiance par-dessus tout aux arrêts du destin. Il est convenu qu’on s’assoie en couple, souvent homme et femme. Chacun doit vider la moitié de sa corne et si quelqu’un manque à boire sa ration, il peut en résulter de chaudes disputes. Si quelqu’un veut davantage prouver sa valeur, il peut s’il le désire boire la corne au grand complet.
La saga de Snorri le Godi, on mentionne que la bière est la boisson obligée de toutes les festivités et que son pouvoir et sa valeur sacrée ne font pas de doute. De plus, on mentionne qu’on doit porter un toast avant de boire et que lors de ces soirées, il n’était pas question de ne pas s’enivrer. Par ailleurs, cette même saga mentionne qu’à chaque fête, il convient de boire une nouvelle bière brassée selon une opération magique avec des rites précis. Le moment idéal pour brasser la bière reste Jól, d’après les anciens textes.
La saga de Glúmr le Meurtrier, détaille les différentes façons de boire la bière. Tout d’abord, il faut se servir d’une corne généralement ornée. On passait cette dite corne de l’un à l’autre ou bien en zigzaguant entre les bancs se faisant face. Le maître de la maison prononce des paroles sacrées sur la corne avant de la faire circuler. D’après cette saga, il existe trois façons de boire : « sveitardrykkja » (boire une seule gorgée à tour de rôle), « tvímenningr » (boire en couple chacun une moitié de corne) et « einmenningr » (boire seul la corne en entier) .

### Seydr

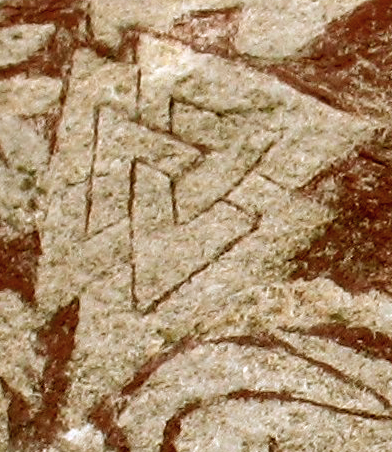
Le valknut se retrouve surtout sur les pierres commémoratives dites « bautasteinar » en vieux norrois.

Le Seydr (ou Sejðr selon la graphie savante) signifie littéralement « bouillonnement, effervescence » et désigne un ensemble de pratiques chamaniques propres aux religions nordiques.
Le Sejðr implique une transe et vise à percer les desseins des Nornes afin de connaître le destin (wyrd ou orlög) ou pour changer le chaman en animal. Dans la légende, c’est Freyja qui enseigna cette magie aux Ases. Si on en croit la Lokasenna (texte où Loki calomnie les dieux jusqu’à l’intervention de Thor), le Sejðr était une activité magique plutôt réservée aux femmes, mais qu’Odin pratiquait assidûment. La transformation en animal consiste à échanger son hamr (la substance qui donne sa forme au corps) avec celui d’un animal par la force de concentration. Le Sejðr est mentionné dans le Gylfaginning, c’est-à-dire « la mystification de Gylfi » en vieux norrois, soit la première des trois parties de l’Edda de Snorri Sturluson.

## Variantes de l’Ásatrú
Le terme « Ásatrú » est davantage utilisé aux États-Unis (voir Asatru folk Assembly et Asatru Alliance), au Canada et en Scandinavie (Ásatrúarfélagið en Islande et Åsatrufellesskapet en Norvège notamment) tandis que le terme « Odinisme » est davantage répandu au Royaume-Uni (The Odinic Rite UK), en Australie, en France , en Espagne (Hermandad Odinista del Atlántico), en Italie (Comunità Odinista)
D’autres termes sont utilisés par certains pratiquants pour désigner cette religion telles que la vanatrú, l’odalisme, le Wotanisme, le wodanisme, le théodisme, le fynsidu, le gaelic heathen, le norse heathenism, la northern îsles tradition, le rökkatru, le thrusatru, le heathen druidry, le wyrd druidry, le norse druidry, le néopaganisme germanique, la tradition des francs, le forn sed, le forn sidr, l’armanisme de Guido von List et l’irminisme sans que tous ces mouvements soient directement apparentés.